# 花叶重楼
花叶重楼（学名：Paris violacea）为黑药花科重楼属的植物。分布于不丹以及中国大陆的云南、四川、西藏等地，生长于海拔2,800米至3,200米的地区，常生于生凌晨：高山上，目前尚未由人工引种栽培。